# Тождество четырёх квадратов
Тождество Эйлера о четырёх квадратах —  разложение произведения сумм четырёх квадратов в сумму четырёх квадратов.

## Формулировка
{\displaystyle {\begin{aligned}&(a_{1}^{2}+a_{2}^{2}+a_{3}^{2}+a_{4}^{2})(b_{1}^{2}+b_{2}^{2}+b_{3}^{2}+b_{4}^{2})=\\&=(a_{1}b_{1}-a_{2}b_{2}-a_{3}b_{3}-a_{4}b_{4})^{2}+(a_{1}b_{2}+a_{2}b_{1}+a_{3}b_{4}-a_{4}b_{3})^{2}+\\&+\,(a_{1}b_{3}-a_{2}b_{4}+a_{3}b_{1}+a_{4}b_{2})^{2}+(a_{1}b_{4}+a_{2}b_{3}-a_{3}b_{2}+a_{4}b_{1})^{2}.\end{aligned}}}
Это тождество выполняется для элементов любого коммутативного кольца.
Однако если {\displaystyle a_{i}} и {\displaystyle b_{i}} — вещественные числа, тогда тождество может быть переформулировано в терминах кватернионов, а именно: модуль произведения двух кватернионов равен произведению модулей сомножителей:
{\displaystyle |a\cdot b|=|a|\cdot |b|}.

## Аналогичные тождества
- «тождество одного квадрата»

{\displaystyle a^{2}\cdot b^{2}=(ab)^{2}}
означает, что модуль произведения двух действительных чисел равен произведению модулей сомножителей:
{\displaystyle |ab|=|a||b|},
- «тождество двух квадратов» (т. н. тождество Брахмагупты)

{\displaystyle (a_{1}^{2}+a_{2}^{2})\cdot (b_{1}^{2}+b_{2}^{2})=(a_{1}b_{1}-a_{2}b_{2})^{2}+(a_{1}b_{2}+a_{2}b_{1})^{2}}
означает, что модуль произведения двух комплексных чисел равен произведению модулей сомножителей:
{\displaystyle |ab|=|a||b|},
- «тождество восьми квадратов» означает, что модуль произведения двух октонионов равен произведению модулей сомножителей:
{\displaystyle |ab|=|a||b|}.

Во всех этих случаях итоговые функции (чья сумма квадратов и равна произведению квадратов исходных сумм) есть билинейные функции исходных переменных.
Однако аналогичного «тождества шестнадцати квадратов» нет.
Зато есть схожая (для 2N квадратов, где N — любое натуральное число) существенно иная форма, уже лишь для рациональных функции исходных переменных — по теореме А. Пфистера.

## История
Тождество было выведено Эйлером в 1750 году — почти за 100 лет до появления кватернионов.
Это тождество было использовано Лагранжем в доказательстве его теоремы о сумме четырёх квадратов.